# Megalochlamys
Megalochlamys es un género de plantas fanerógamas perteneciente a la familia Acanthaceae. El género tiene once especies de hierbas descritas y de estas, solo 5 aceptadas.

## Taxonomía
El género fue descrito por  Gustav Lindau y publicado en Botanische Jahrbücher für Systematik, Pflanzengeschichte und Pflanzengeographie 26: 345. 1899. La especie tipo es: Megalochlamys marlothii (Engl.) Lindau	

## Especies
- Megalochlamys hamata (Klotzsch) Vollesen
- Megalochlamys marlothii (Engl.) Lindau
- Megalochlamys revoluta (Lindau) Vollesen
- Megalochlamys trinervia (C.B. Clarke) Vollesen
- Megalochlamys violacea (Vahl) Vollesen